# Pietro Vierchowod
Pietro Vierchowod, född 6 april 1959 i Calcinate, är före detta italiensk fotbollsspelare och nuvarande fotbollstränare. Vierchowod var en försvarsspelare som var med i det italienska laget som vann VM-guld 1982.

## Karriär som spelare
Vierchowod hade en mycket lång fotbollskarriär under 80- och 90-talet, där han framförallt spelade för UC Sampdoria under perioden 1983-1995 med över 300 matcher och 25 mål för klubben, men han spelade också för Como, ACF Fiorentina, AS Roma, AC Milan, Juventus FC och Piacenza Calcio innan han slutade sin aktiva karriär år 2000. Med 562 spelade matcher i Serie A så ligger Vierchowod fyra i listan över flest spelade matcher i Serie A efter Paolo Maldini, Gianluca Pagliuca och Dino Zoff.
Förutom att ha varit med i Italiens vinnande lag (utan emellertid att få någon speltid) i VM 1982 var han med i Italiens VM-lag både 1986 och 1990. Totalt sett så spelade han 45 landskamper och gjorde två mål. Han vann UEFA Champions League med Juventus (1996), Cupvinnarcupen med Sampdoria (1990), Serie A med Roma (1983) och med Sampdoria (1991), samt Coppa Italia fyra gånger med Sampdoria och den Italienska supercupen två gånger (med Sampdoria och Juventus).

## Tränare
Han har hittills inte haft någon lyckosam tränarkarriär med korta sejourer i Catania, Florentia Viola, Triestina och ungerska Budapest Honvéd.